# Нельсон, Тайрелл
 Та́йрелл Джама́л Не́льсон (англ. Tyrell Jamal Nelson; род. 18 июня 1995, Шарлотт, Северная Каролина, США — американский профессиональный баскетболист, играющий на позиции тяжёлого форварда.

## Карьера
Свою студенческую карьеру Нельсон провёл, играя за команду Университета Гарднера-Уэбба.
В сентябре 2017 года Нельсон подписал свой первый профессиональный контракт с «Рустави». В чемпионате Грузии средняя статистика Тайрелла составила 17,8 очка и 9,2 подбора.
В следующем сезоне Нельсон присоединился к КТП. В составе команды Тайрелл стал бронзовым призёром чемпионата Финляндии, где в среднем за матч набирал 15,9 очка и 7,4 подбора.
В августе 2019 года Нельсон подписал контракт с «Рамат-Ха-Шарон» из второго дивизиона Израиля. Средняя статистика Тайрелла в сезоне составила 22,3 очка и 9,1 подбора.
В августе 2020 года Нельсон стал игроком украинского «Химика». В чемпионате Украины он набирал в среднем 18,3 очка и 7,3 подбора за игру. Также вместе с командой стал обладателем Кубка Украины.
Следующий сезон Тайрелл провёл в составе «Лимбург Юнайтед», где стал обладателем Кубка Бельгии и был признан самым ценным игроком турнира.
В сентябре 2022 года Нельсон подписал контракт с клубом «Сплит». В Лиге ABA Тайрелл провёл 26 матчей и в среднем набирал 14,1 очка и 4,9 подбора. Также он принимал участие в чемпионате Хорватии, где вместе с командой занял второе место.
В июне 2023 года Нельсон перешёл в «Уралмаш». 4 февраля 2024 года в матче против МБА Тайрелл набрал 13 очков в дополнительное время, тем самым повторив рекорд Единой лиги ВТБ по индивидуальной результативности в овертайме.

## Достижения
- Бронзовый призёр чемпионата Финляндии: 2018/2019.
- Обладатель Кубка Украины: 2020/2021.
- Обладатель Кубка Бельгии: 2021/2022.
- Бронзовый призёр чемпионата Хорватии: 2022/2023.